# Kvarter
För andra betydelser, se Kvarter (olika betydelser).

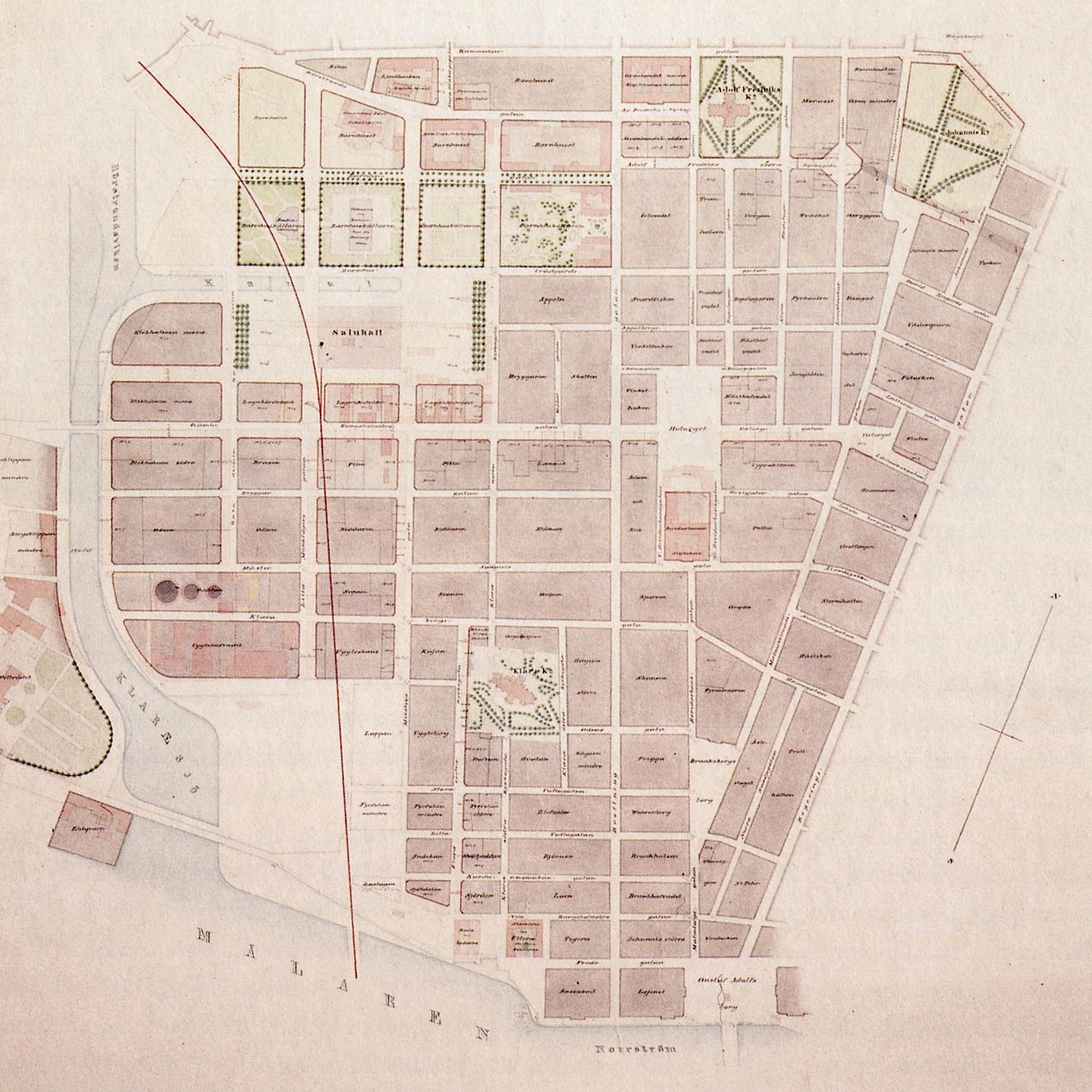
Raka gator bildar fyrkantiga kvarter i denna regleringsplan för Norrmalm i Stockholm 1863.

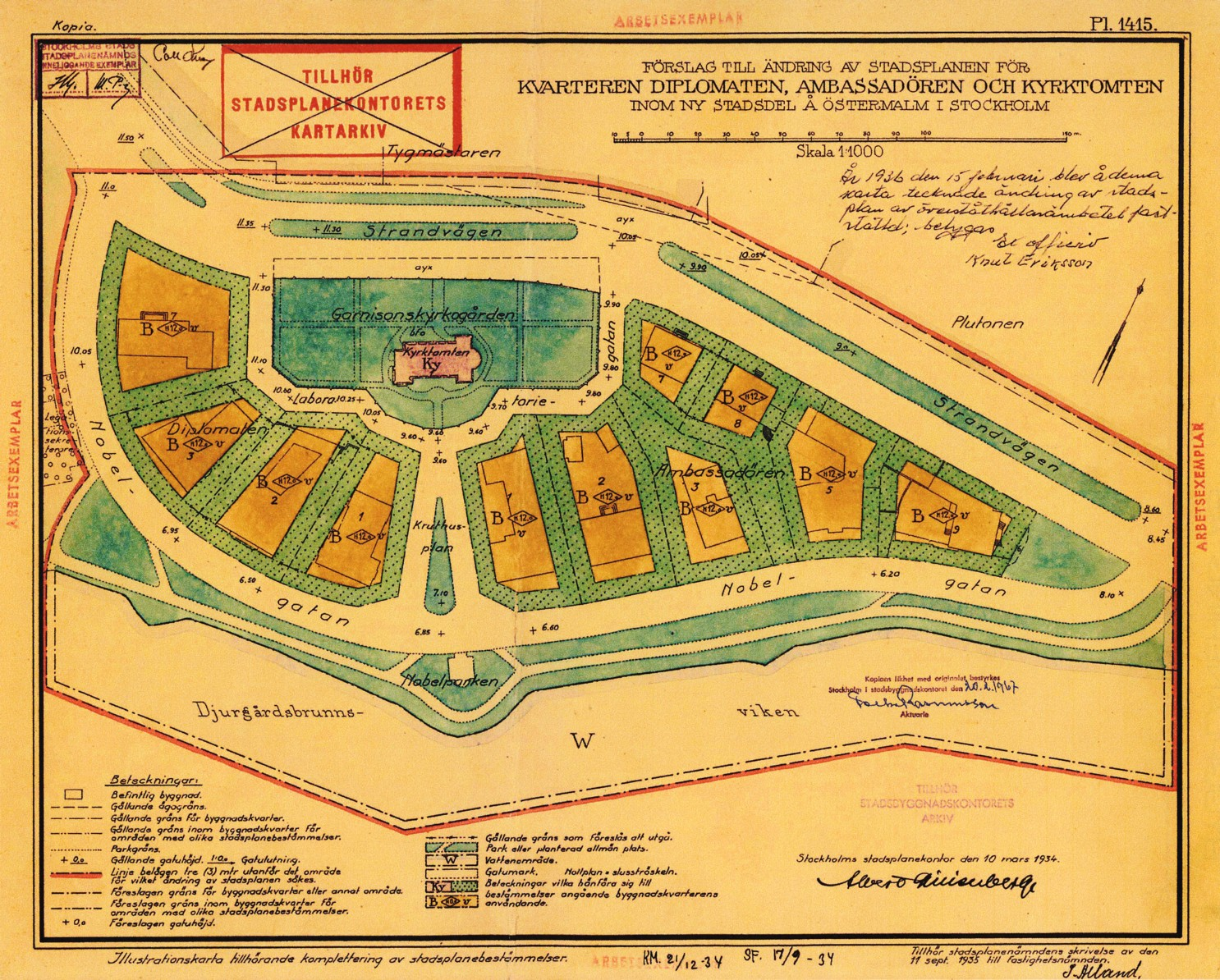
Kvartersbeteckningar Ambassadören och Diplomaten på stadsplanen från 1934 för Diplomatstaden i Stockholm.

Kvarter betyder inom samhällsplanering och fastighetsrätt en sammanhängande grupp bebyggda eller obebyggda fastigheter. Kvarteren brukar skiljas åt av gator eller vägar. Ordet "kvarter" kommer från latin quartus (den fjärde) och användes i de romerska städerna och härlägren som var oftast indelade i fyra kvarter, alltså i fyra fjärdedelar, avgränsade av sina nord/sydliga och öst/västliga huvudgator Cardo respektive Decumanus Maximus. Begreppet återfinns som militärt uttryck för förläggning av trupper under tak.

## Kvarter i Sverige
Kvarter inom stadsplaneringen börjar användas i Sverige i och med gaturegleringar i Stockholm i mitten av 1600-talet under Clas Larsson Fleming. Under den tiden lades ett rätvinkligt rutnät av gator över stadens malmar, tomten innanför kallades qvarter och gavs olika namn.
Varje fastighet ges i Sverige en identifikation (fastighetsbeteckning), till exempel:
- Saxhyttan 4:2 som avser området Stenberget i Dalarna. Denna typ av fastighetsbeteckning är vanligast.
- Ambassadören 9 som avser Villa Hjorth i Diplomatstaden i Stockholm. Denna fastighetsbeteckning är vanlig i planlagda områden, den är i form av kvarterets namn i kombination med en siffra.

## Andra länder
I Norge använder man ordet kvartal om fastigheter eller bebyggelse som avgränsas av (helst) fyra gator, medan ordet kvarter betecknar en större del av en stad. I Danmark används ordet karré om det minsta område omgivet av gator, och kvarter som på norska om en stadsdel.
I Tyskland används ordet Quartier i sin betydelse för "förläggning av trupp". Motsvarigheten till svenska begreppet kvarter som term i stadsplaneringen är Baublock (byggnadsblock) eller Wohnviertel och används enbart i samband med färdigställd innerstadsbebyggelse. I tyskspråkiga Schweiz används begreppet Quartier liksom i Sverige för stadskvarter.
I engelskspråkiga områden används termen city block eller urban block i stadsplaneringen. Ett city block är det minsta område som är omgivet av gator.
I Spanien används termerna barrio (spanska) och barri (katalanska) för den minsta stadsindelningen. Flera barrios/barris bildar en stadsdel (distrito/districte) och består av ett antal "kvarter".
I Frankrike motsvarar ordet Îlot en grupp bebyggelser som gränsas av gator. För att tala om en stadsdel används ordet Quartier.